# Hebbronville
Hebbronville es un lugar designado por el censo ubicado en el condado de Jim Hogg en el estado estadounidense de Texas. En el Censo de 2010 tenía una población de 4.558 habitantes y una densidad poblacional de 281,13 personas por km².

## Geografía
Hebbronville se encuentra ubicado en las coordenadas 27°19′26″N 98°41′10″O / 27.32389, -98.68611. Según la Oficina del Censo de los Estados Unidos, Hebbronville tiene una superficie total de 16.21 km², de la cual 16.21 km² corresponden a tierra firme y (0%) 0 km² es agua.

## Demografía
Según el censo de 2010, había 4.558 personas residiendo en Hebbronville. La densidad de población era de 281,13 hab./km². De los 4.558 habitantes, Hebbronville estaba compuesto por el 88.55% blancos, el 0.48% eran afroamericanos, el 0.37% eran amerindios, el 0.33% eran asiáticos, el 0% eran isleños del Pacífico, el 8.89% eran de otras razas y el 1.38% pertenecían a dos o más razas. Del total de la población el 92.83% eran hispanos o latinos de cualquier raza.